# Kunstaardewerkfabriek St. Lukas

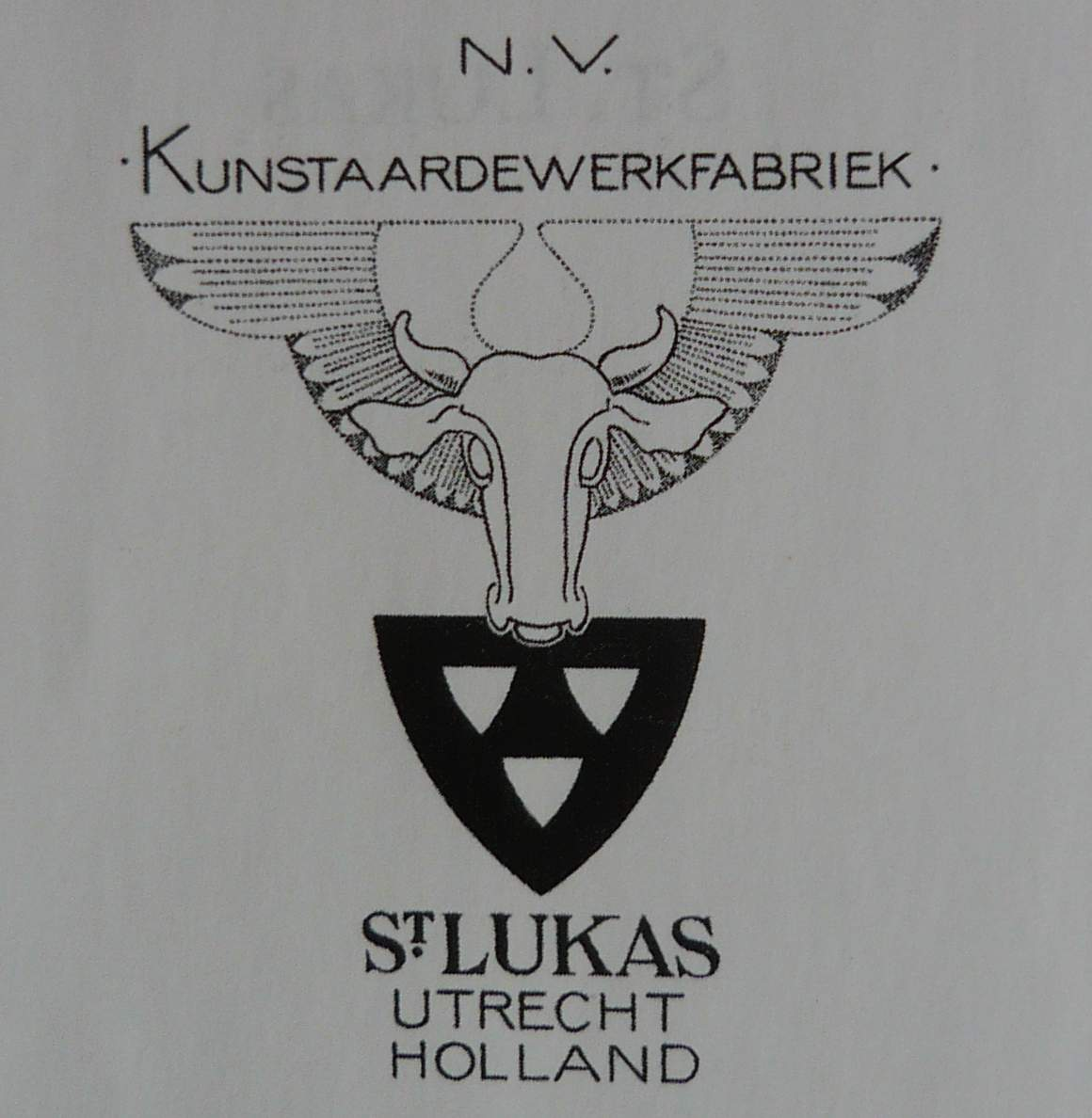
Logo van de Kunstaardewerkfabriek St. Lukas.

De Kunstaardewerkfabriek St. Lukas was van 1909 tot 1933 een Nederlandse aardewerkfabriek. Vooral in de beginjaren te Utrecht werd er  sieraardewerk vervaardigd van een zeer hoge kwaliteit dat gezien wordt als een late variant in de Nieuwe Kunst. Na overnames eindigde het bedrijf in Maarssen waar op grote schaal eenvoudig aardewerk werd geproduceerd.

## Utrecht

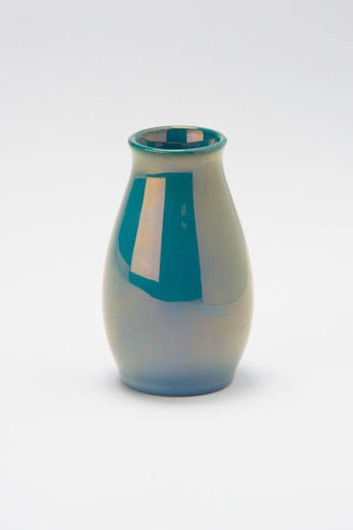
Vaasje met lusterglazuur, hoogte circa 9cm.

Het bedrijf werd in 1909 opgericht te Utrecht door de zwagers G.J.D. Offermans en A.S. Enthoven. Hierbij werden ze financieel gesteund door onder anderen A. Begeer. Er werden onder meer kostbare vazen, kannen en schalen in een gietprocedé vervaardigd waarbij het sieraardewerk werd voorzien van lusterglazuur. Dit werd al dan niet gecombineerd met decoraties in het onderglazuur van onder andere flora en fauna. Het lusterglazuur werd in een zeer secuur proces aangebracht waarbij goud maar ook wel zilver aan het glazuur werd toegevoegd om een iriserend effect te bereiken. Lusterglazuur was de specialiteit van Offermans, die hier al eerder mee had gewerkt in zijn tijd bij Plateelbakkerij Haga. Voor de Kunstaardewerkfabriek St. Lukas wist hij het te perfectioneren tot een uitzonderlijk fijne kwaliteit. Het artistieke hoogtepunt lag in de tijd tot aan de Eerste Wereldoorlog en het bedrijf groeide van 8 naar 18 werknemers. Omdat het om kostbaar sieraardewerk ging was de afzetmarkt klein en volgden investeringen in het buitenland. Naast binnenlandse tentoonstellingen werden de producten elders in Europa en in Amerika geëxposeerd waaronder op de Wereldtentoonstelling van 1910 en de Panama-Pacific International Exposition in 1915. Ook is in die tijd de fabriek uitgebreid en werd er gewerkt aan vernieuwingen van de producten. Financieel kon het bedrijf niet tot nauwelijks op eigen benen staan en het was sterk afhankelijk van kapitaalinjecties van de aandeelhouders zoals met name Enthoven.
In 1914 overleed Offermans en het bedrijf kwam vanaf toen gaandeweg steeds verder in de problemen. Daarbij speelde ook de Eerste Wereldoorlog het bedrijf meer en meer parten; een lot dat de hele aardewerkindustrie trof. Vanaf 1914 kwam er onder leiding van de plateelschilder J.C. Heijtze een versobering op gang van de decoraties op het aardewerk.
Na de Eerste Wereldoorlog ging het verder bergafwaarts met de fabriek. (Onder meer) de werknemers J.C. van Ham en C.J. van Muyen stapten in 1920 uit om de Pottenbakkerij De Vier Paddenstoelen op te richten. De Vier Paddenstoelen nam een jaar later haar intrek in een deel van de ruimtes van St. Lukas in de Strosteeg. Ook de Kunstaardewerkfabriek De Driehoek nam er haar intrek. In 1923 ging St. Lukas failliet. De fabriek bleek vrijwel onverkoopbaar maar uiteindelijk volgde er een doorstart door Heijtze en zijn overgebleven collega, A. Seinstra, onder de noemer Firma Heytze en Seinstra, later als Kunstaardewerkfabriek St. Lukas Firma Heytze en Seinstra. Heijtze en Seinstra namen daarbij de oude stoker in dienst. Het geproduceerde aardewerk was eenvoudiger en goedkoper. Met lusterglazuur werd gaandeweg steeds minder gewerkt.
In de Utrechtse periode had de fabriek een bestand van ongeveer 187 verschillende aardewerkmodellen. Voor het merendeel waren dat vazen, kannen en schalen. Op kleinere schaal werden er ook onder meer inktpotten, behuizingen voor staande klokjes, lampvoeten en voor De Gruyter tegeltableaus gemaakt. Verder bestaan er voorbeelden van experimenten, zeer kleine series of unica. C.J.A. Begeer, M.J. Hack en de plateelschilder R. Sterken waren in de Utrechtse periode bij het bedrijf betrokken.

## Maarssen

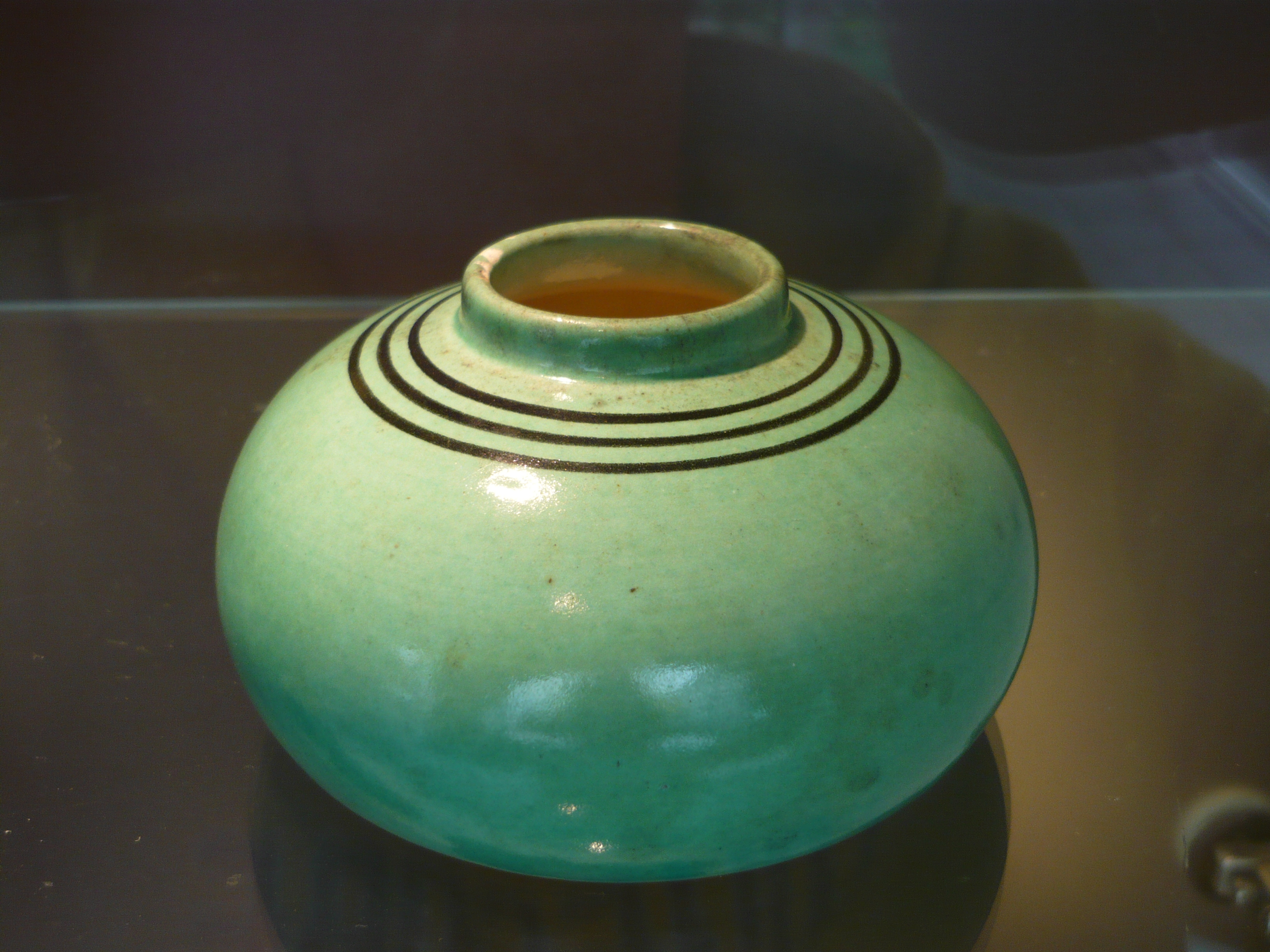
Vaas van de Kunstaardewerkfabriek St. Lukas gemaakt in de Maarssense periode.

Heijtze en Seinstra verkochten in economische tegenspoed de fabriek in 1927 aan investeerders en bleven er zelf werkzaam. Als nieuwe directeur werd Johannes Marinus Honig aangesteld, begin 1930 de directeur en eigenaar van Kunstaardewerkfabriek De Lilliputter te Putten. De investeerders verhuisden datzelfde jaar de fabriek naar het even noordelijker gelegen Maarssen. Ze werd gevestigd aan het Merwedekanaal (Westkanaaldijk). Hernoemd naar N.V. Kunstaardewerkfabriek St. Lukas Maarssen werd gestart met een grootschalige productie en 27 werknemers. Al vrij snel diende dat het aantal werknemers te verminderen; in 1930 was het aantal werknemers teruggelopen naar 10. Het modellenbestand van het aardewerk werd nog kleinschalig uitgebreid. Nadat de fabriek in de vooroorlogse hoogtijdagen nog internationaal gerenommeerde en kostbare producten had afgezet, was het in de crisisjaren goedkoop en eenvoudig aardewerk geworden dat alleen nog nationaal, of wellicht uitsluitend regionaal, verkocht werd. In 1933 kwam het tot een definitief faillissement. Heijtze zou daarna nog in de fabriek aardewerk vervaardigen onder de noemer De Merwede.

## Collecties
Naast particuliere verzamelaars met grote collecties, beschikken diverse nationale en Europese musea over stukken van de Kunstaardewerkfabriek St. Lukas. Tot de musea met meerdere stukken behoren het Centraal Museum te Utrecht, het Vechtstreekmuseum in Maarssen en het Keramiekmuseum Princessehof in Leeuwarden.